# 오산행복휴게소
오산행복휴게소(烏山幸福休憩所, Osan Service Area)는 경기도 오산시 금암동에 위치한 수도권제2순환고속도로의 휴게소이다. 양방향 모두 휴게소가 존재한다. 주소는 화성 방향의 경우 경기도 오산시 금암동 수도권제2순환고속도로 13, 광주 방향의 경우 경기도 오산시 금암동 수도권제2순환고속도로 14이다. 2009년 10월 29일 수도권제2순환고속도로 봉담 ~ 동탄 구간이 개통되면서 개장하였으며, 그 당시 명칭은 오산휴게소였으나, 2019년 8월에 현재의 오산행복휴게소로 변경되었다.

## 시설
- 주차장
- 화장실
- 약국
- 식당
- 브랜드매장 : 던킨, 엔젤리너스 (동탄방향)
- 정유소: SK에너지(양방향)
- LPG충전소 : SK에너지(양방향)
- 현금 자동 입출금기
- 전기차충전소

## 전후
화성 방향
- 서오산 분기점 ← 오산행복휴게소 ← 북오산 나들목
- 송산포도휴게소 ← 오산행복휴게소 ← 북오산 나들목

동탄 방향
- 서오산 분기점 → 오산행복휴게소 → 북오산 나들목
- 송산포도휴게소 → 오산행복휴게소 → 북오산 나들목